# Pseudantechinus bilarni
Pseudantechinus bilarni is een buidelmuis uit het geslacht Pseudantechinus. De wetenschappelijke naam van de soort werd voor het eerst geldig gepubliceerd door David Horn Johnson in 1954.

## Kenmerken
Deze soort heeft een lange, smalle bek, een lange, dunne staart en grote, naakte oren. De bovenkant is grijsbruin, de onderkant lichtgrijs tot wit. Achter de oren zitten kaneelkleurige vlekken. De kop-romplengte bedraagt 80 tot 96 mm, de staartlengte 99 tot 120 mm, de achtervoetlengte 14,8 tot 18,4 mm en het gewicht 21 tot 30 g.

## Leefwijze
Dit solitaire, insectenetende dier is deels overdag actief.

## Voortplanting
Na de paartijd in mei-juli worden van midden augustus tot september de jongen geboren, die na elf maanden geslachtsrijp zijn. De meeste mannetjes sterven na de paartijd, maar een kwart van de populatie overleeft tot in het volgende jaar. Deze soort werd eerder tot het geslacht Parantechinus gerekend.

## Verspreiding
Deze soort komt voor in rotsachtige gebieden in het noorden van het Noordelijk Territorium inclusief Marchinbar Island.
Pseudantechinus bilarni · Vetstaartbuidelmuis (Pseudantechinus macdonnellensis) · Pseudantechinus mimulus · Pseudantechinus ningbing · Pseudantechinus woolleyae